# Karl Kruszelnicki

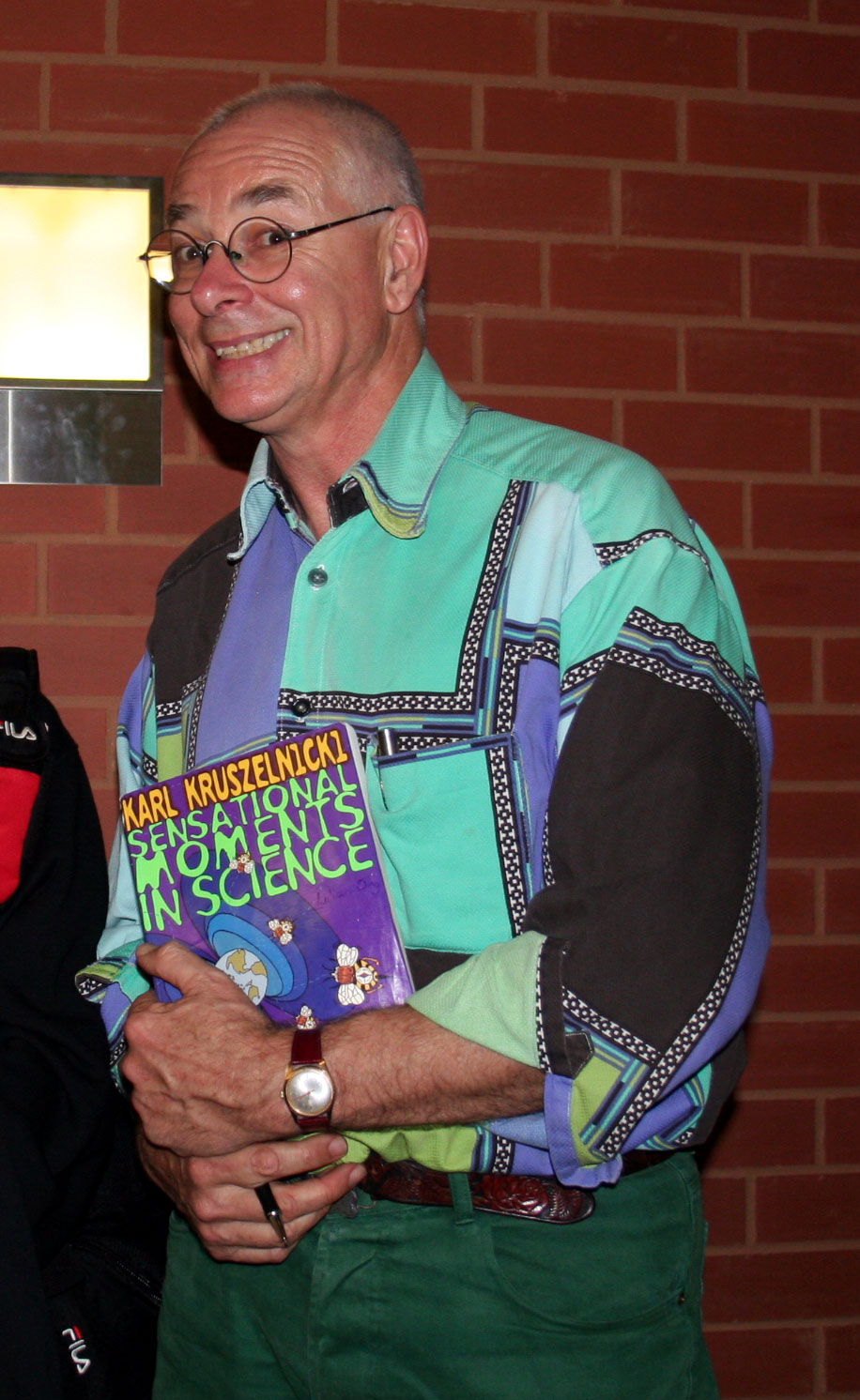
Karl Kruszelnicki

Karl Kruszelnicki (Helsingborg, Zweden, 1948)  is een Australisch arts en wetenschapper van Poolse afkomst, hoewel hij meer bekend is als schrijver, commentator en presentator van (wetenschappelijke) radio- en televisieprogramma's in Australië.
Hij wordt door zijn fans meestal Dr. Karl genoemd. Programma's van hem waarin hij allerlei door luisteraars aangedragen natuurwetenschappelijke vragen probeert te beantwoorden zijn echter ook in Nederland te downloaden als podcasts. Hij heeft onder andere een Ig Nobelprijs gewonnen voor een onderzoek naar navelpluis.
Een belangrijk percentage van de studenten in de natuurwetenschappen in Australië gaf aan door hem bij hun studiekeuze te zijn geïnspireerd. Kruszelnicki heeft meer dan twintig boeken geschreven. 